# Giro del Piemonte 2019
La 103.ª edición de la clásica ciclista Giro del Piemonte fue una carrera en Italia que se celebró el 10 de octubre de 2019 sobre un recorrido de 183 kilómetros con inicio en la ciudad de Agliè y final en alto en el Santuario di Oropa.
La carrera formó parte del UCI Europe Tour 2019, dentro de la categoría 1.HC. El vencedor fue el colombiano Egan Bernal del INEOS seguido del también colombiano del INEOS Iván Ramiro Sosa y el francés Nans Peters del AG2R La Mondiale.

## Equipos participantes
Tomaron parte en la carrera 19 equipos: 10 de categoría UCI WorldTeam; y 9 de categoría Profesional Continental. Formando así un pelotón de 130 ciclistas de los que acabaron 85. Los equipos participantes fueron:
| WorldTeams (10)- AG2R La Mondiale - Astana - Bahrain-Merida - Bora-hansgrohe - EF Education First - Dimension Data - Movistar Team - Katusha-Alpecin - Ineos - UAE Team Emirates Equipos continentales profesionales (9)- Androni Giocattoli-Sidermec - Arkéa-Samsic - Bardiani CSF - Cofidis, Solutions Crédits - Gazprom-RusVelo - Israel Cycling Academy - Neri Sottoli-Selle Italia-KTM - Nippo Vini Fantini Faizanè - Vital Concept-B&B Hotels |
| |

## Clasificación final
- Las clasificaciones finalizaron de la siguiente forma:[4]

| \| Clasificación general \| Clasificación general \| Clasificación general \| Clasificación general \| Clasificación general \| \| Ciclista \| Ciclista \| Equipo \| Tiempo \| \| \| --------------------- \| --------------------- \| ----------------------------- \| --------------------- \| --------------------- \| \| 1.º \| Egan Bernal \| Team Ineos \| 4 h 24 min 16 s \| \| \| 2.º \| Iván Ramiro Sosa \| Team Ineos \| + 6 s \| \| \| 3.º \| Nans Peters \| AG2R La Mondiale \| + 8 s \| \| \| 4.º \| Emanuel Buchmann \| Bora-Hansgrohe \| + 10 s \| \| \| 5.º \| Daniel Martin \| UAE Team Emirates \| + 11 s \| \| \| 6.º \| Mathias Frank \| AG2R La Mondiale \| + 40 s \| \| \| 7.º \| Davide Villella \| Astana \| + 46 s \| \| \| 8.º \| Giovanni Visconti \| Neri Sottoli-Selle Italia-KTM \| + 47 s \| \| \| 9.º \| Clément Champoussin \| AG2R La Mondiale \| + 47 s \| \| \| 10.º \| Carlos Verona \| Movistar Team \| + 49 s \| \| |                     |                               |                 |
| |                     |                               |                 |
| Fuente: ProCyclingStats |                     |                               |                 |
| Clasificación general |                     |                               |                 |
| Ciclista | Ciclista            | Equipo                        | Tiempo          |
| 1.º | Egan Bernal         | Team Ineos                    | 4 h 24 min 16 s |
| 2.º | Iván Ramiro Sosa    | Team Ineos                    | + 6 s           |
| 3.º | Nans Peters         | AG2R La Mondiale              | + 8 s           |
| 4.º | Emanuel Buchmann    | Bora-Hansgrohe                | + 10 s          |
| 5.º | Daniel Martin       | UAE Team Emirates             | + 11 s          |
| 6.º | Mathias Frank       | AG2R La Mondiale              | + 40 s          |
| 7.º | Davide Villella     | Astana                        | + 46 s          |
| 8.º | Giovanni Visconti   | Neri Sottoli-Selle Italia-KTM | + 47 s          |
| 9.º | Clément Champoussin | AG2R La Mondiale              | + 47 s          |
| 10.º | Carlos Verona       | Movistar Team                 | + 49 s          |

## UCI World Ranking
El Giro del Piemonte otorgó puntos para el UCI Europe Tour 2019 y el UCI World Ranking, este último para corredores de los equipos en las categorías UCI WorldTeam, Profesional Continental y Equipos Continentales. Las siguientes tablas son el baremo de puntuación y los 10 corredores que obtuvieron más puntos:
| Posición              | 1.º | 2.º | 3.º | 4.º | 5.º | 6.º | 7.º | 8.º | 9.º | 10.º | 11.º | 12.º | 13.º | 14.º | 15.º | 16.º-30.º | 31.º-40.º |
| Clasificación general | 200 | 150 | 125 | 100 | 85  | 70  | 60  | 50  | 40  | 35   | 30   | 25   | 20   | 15   | 10   | 5         | 3         |

| Clasificación |                     |                               |         |
| Posición      | Ciclista            | Equipo                        | General |
| ------------- | ------------------- | ----------------------------- | ------- |
| 1.º           | Egan Bernal         | INEOS                         | 200     |
| 2.º           | Iván Ramiro Sosa    | INEOS                         | 150     |
| 3.º           | Nans Peters         | AG2R La Mondiale              | 125     |
| 4.º           | Emanuel Buchmann    | Bora-Hansgrohe                | 100     |
| 5.º           | Daniel Martin       | UAE Emirates                  | 85      |
| 6.º           | Mathias Frank       | AG2R La Mondiale              | 70      |
| 7.º           | Davide Villella     | Astana                        | 60      |
| 8.º           | Giovanni Visconti   | Neri Sottoli-Selle Italia-KTM | 50      |
| 9.º           | Clément Champoussin | AG2R La Mondiale              | 40      |
| 10.º          | Carlos Verona       | Movistar                      | 35      |